# Enzo Polito
Vincenzo "Enzo" Polito, född 29 oktober 1926 i Neapel, död 27 februari 2004, var en italiensk vattenpolospelare. Han representerade Italien vid olympiska sommarspelen 1952 i Helsingfors. Polito spelade sex matcher i den olympiska vattenpoloturneringen 1952.